# Сукачёв, Игорь Вадимович
Игорь Вадимович Сукачёв (род. 3 ноября 1959, Камышлов, Свердловская область) — российский пианист и дирижёр. Внучатый племянник академика В. Н. Сукачёва. Заслуженный артист Российской Федерации (2024).

## Биография
В 1979 году закончил Академический музыкальный колледж при Московской консерватории, затем саму Московскую консерваторию по классам фортепиано (1984, класс В. А. Натансона) и оперно-симфонического дирижирования (1993, класс Ю. И. Симонова).
В 1993 году в качестве музыкального руководителя совместно с режиссёром Ю. Любимовым осуществил постановку спектакля на музыку А. Шнитке «Доктор Живаго» на международном театральном фестивале в Вене.
В 1994—1995 гг. художественный руководитель и дирижёр камерного оркестра Астраханской филармонии. 
В 1995—2005 гг. музыкальный руководитель и главный дирижёр Камерного музыкального театра «Арбат-опера» при Центральном доме актёра им. Яблочкиной. 
С 2005 года художественный руководитель и главный дирижёр Симфонического оркестра Курской филармонии. 
В качестве приглашённого дирижёра гастролировал более чем в 30 городах России, а также за рубежом (Украина, Казахстан, Болгария, Австрия, Великобритания, Испания, Корея). Выступал в ансамбле с солистами Николаем Петровым, Денисом Мацуевым, Фьоренцей Коссотто, Алёной Баевой и другими. 
В 2006 году осуществил премьерное исполнение скандально известной пьесы Фараджа Караева «В ожидании…».
В настоящий момент работает в Московском музыкальном театре для детей и молодежи «Экспромт».